# Richard Jäckle
Richard Karl Jäckle (* 13. Februar 1912 in Uzwil, Schweiz; † 24. September 1990) war ein deutscher Politiker (SPD).

## Werdegang
Jäckle durchlief zwischen 1926 und 1930 eine Lehre als Schriftsetzer sowie eine Ausbildung als Linotype-Maschinensetzer und war im Anschluss als Schriftsetzer tätig. Von 1945 bis 1951 war er Geschäftsführer der Oberbadischen Druckerei und Verlagsanstalt GmbH.
Seine politische Laufbahn begann 1930 mit dem Eintritt in die SPD. Bis 1932 war er Vorsitzender der Ortsgruppe Singen der Sozialistischen Arbeiter-Jugend. Von 1946 bis 1952 war er Vorsitzender des SPD-Landesverbandes Baden. Als Direktkandidat des Wahlkreises Konstanz gehörte er von 1947 bis 1952 dem Badischen Landtag an und war dort ab September 1948 als Nachfolger von Friedrich Maier Vorsitzender der SPD-Fraktion.
Nach der Bildung des Südweststaates gehörte er der Verfassunggebenden Landesversammlung von Baden-Württemberg an. Am 6. Oktober 1952 legte er sein Mandat nieder. Die jeweiligen Landtage wählten ihn 1949 (Baden) und 1969 (Baden-Württemberg) zum Mitglied der Bundesversammlung.

## Ehrungen
- 1952: Verdienstkreuz (Steckkreuz) der Bundesrepublik Deutschland